# Tim Hardaway
Timothy Duane Hardaway Sr. (Chicago, 1 september 1966) is een Amerikaans voormalig basketballer die speelde in de NBA en basketbalcoach. Hij stond bekend om zijn cross-overdribbel.

## Carrière
Hardaway speelde collegeabsketbal voor de UTEP Miners van 1985 tot 1989. Hij werd in de NBA draft van 1989 als 14e gekozen in de eerste ronde door de Golden State Warriors. Na zijn eerste seizoen werd hij gekozen tot NBA All-Rookie First Team. Hij bleef bij de Warriors tot eind februari 1996 toen hij samen met Chris Gatling geruild werd naar de Miami Heat voor Bimbo Coles en Kevin Willis. Bij de Heat speelde hij vijf seizoenen en een half tot in 2001. In 2001 werd hij geruild naar de Dallas Mavericks voor een draftpick. In februari 2002 werd hij opnieuw geruild ditmaal samen met Donnell Harvey, Juwan Howard, een geldsom en drafpick naar de Denver Nuggets voor Tariq Abdul-Wahad, Avery Johnson, Raef LaFrentz en Nick Van Exel.
Na het seizoen werd zijn contract ontbonden. Hij tekende in maart 2003 nog een contract voor de rest van het seizoen bij de Indiana Pacers. In 2005 speelde hij een paar wedstrijden voor de Waterloo Kings uit de International Basketball League. Hij was daarna ook nog speler-coach van de Florida Pit Bulls. Van 2014 tot 2018 was hij assistent-coach bij de Detroit Pistons. In 2022 werd hij opgenomen in de Basketball Hall of Fame.

## Privéleven
Hardaway's zoon Tim Hardaway Jr. werd ook een profbasketballer.

## Erelijst
- NBA All-Star: 1991, 1992, 1993, 1997, 1998
- All-NBA First Team: 1997
- All-NBA Second Team: 1992, 1998, 1999
- All-NBA Third Team: 1993
- NBA All-Rookie First Team: 1990
- Tournament of the Americas: 1999
- Olympische Spelen: 2000
- Nummer 10 teruggetrokken door de Miami Heat
- Nummer 10 teruggetrokken door de UTEP Miners
- Basketball Hall of Fame: 2022

## Statistieken

### Regulier seizoen
| Seizoen      | Team                  | WG                              | WS                              | MPW                             | 2P%                             | 3P%                             | FW%                             | RPW                             | APW                             | SPW                             | BPW                             | PPW                             |
| ------------ | --------------------- | ------------------------------- | ------------------------------- | ------------------------------- | ------------------------------- | ------------------------------- | ------------------------------- | ------------------------------- | ------------------------------- | ------------------------------- | ------------------------------- | ------------------------------- |
| 1989/90      | Golden State Warriors | 79                              | 78                              | 33,7                            | 47,1                            | 27,4                            | 76,4                            | 3,9                             | 8,7                             | 2,1                             | 0,2                             | 14,7                            |
| 1990/91      | Golden State Warriors | 82                              | 82                              | 39,2                            | 47,6                            | 38,5                            | 80,3                            | 4,0                             | 9,7                             | 2,6                             | 0,1                             | 22,9                            |
| 1991/92      | Golden State Warriors | 81                              | 81                              | 41,1                            | 46,1                            | 33,8                            | 76,6                            | 3,8                             | 10,0                            | 2,0                             | 0,2                             | 23,4                            |
| 1992/93      | Golden State Warriors | 66                              | 66                              | 39,5                            | 44,7                            | 33,0                            | 74,4                            | 4,0                             | 10,6                            | 1,8                             | 0,2                             | 21,5                            |
| 1993/94      | Golden State Warriors | Niet gespeeld door knieblessure | Niet gespeeld door knieblessure | Niet gespeeld door knieblessure | Niet gespeeld door knieblessure | Niet gespeeld door knieblessure | Niet gespeeld door knieblessure | Niet gespeeld door knieblessure | Niet gespeeld door knieblessure | Niet gespeeld door knieblessure | Niet gespeeld door knieblessure | Niet gespeeld door knieblessure |
| 1994/95      | Golden State Warriors | 62                              | 62                              | 37,4                            | 42,7                            | 37,8                            | 76,0                            | 3,1                             | 9,3                             | 1,4                             | 0,2                             | 20,1                            |
| 1995/96      | Golden State Warriors | 52                              | 18                              | 28,6                            | 42,1                            | 36,6                            | 76,9                            | 2,5                             | 6,9                             | 1,4                             | 0,2                             | 14,1                            |
| 1995/96      | Miami Heat            | 28                              | 28                              | 37,4                            | 42,5                            | 36,1                            | 82,1                            | 3,5                             | 10,0                            | 1,0                             | 0,2                             | 17,2                            |
| 1996/97      | Miami Heat            | 81                              | 81                              | 38,7                            | 41,5                            | 34,4                            | 79,9                            | 3,4                             | 8,6                             | 1,9                             | 0,1                             | 20,3                            |
| 1997/98      | Miami Heat            | 81                              | 81                              | 37,4                            | 43,1                            | 35,1                            | 78,1                            | 3,7                             | 8,3                             | 1,7                             | 0,2                             | 18,9                            |
| 1998/99      | Miami Heat            | 48                              | 48                              | 36,9                            | 40,0                            | 36,0                            | 81,2                            | 3,2                             | 7,3                             | 1,2                             | 0,1                             | 17,4                            |
| 1999/00      | Miami Heat            | 52                              | 52                              | 32,2                            | 38,6                            | 36,7                            | 82,7                            | 2,9                             | 7,4                             | 0,9                             | 0,1                             | 13,4                            |
| 2000/01      | Miami Heat            | 77                              | 77                              | 33,9                            | 39,2                            | 36,6                            | 80,1                            | 2,6                             | 6,3                             | 1,2                             | 0,1                             | 14,9                            |
| 2001/02      | Dallas Mavericks      | 54                              | 2                               | 23,6                            | 36,2                            | 34,1                            | 83,3                            | 1,8                             | 3,7                             | 0,4                             | 0,1                             | 9,6                             |
| 2001/02      | Denver Nuggets        | 14                              | 14                              | 23,2                            | 37,3                            | 37,3                            | 63,2                            | 1,9                             | 5,5                             | 1,2                             | 0,1                             | 9,6                             |
| 2002/03      | Indiana Pacers        | 10                              | 0                               | 12,7                            | 36,7                            | 35,5                            | 50,0                            | 1,5                             | 2,4                             | 0,9                             | 0,0                             | 4,9                             |
| Carrière     | Carrière              | 867                             | 770                             | 35,3                            | 43,1                            | 35,5                            | 78,2                            | 3,3                             | 8,2                             | 1,6                             | 0,1                             | 17,7                            |
| NBA All-Star | NBA All-Star          | 5                               | 0                               | 16,8                            | 38,6                            | 38,1                            | 78,6                            | 2,6                             | 4,6                             | 1,0                             | 0,0                             | 10,6                            |

### Play-offs
| Seizoen  | Team                  | WG | WS | MPW  | 2P%  | 3P%  | FW%  | RPW | APW  | SPW | BPW | PPW  |
| -------- | --------------------- | -- | -- | ---- | ---- | ---- | ---- | --- | ---- | --- | --- | ---- |
| 1990/91  | Golden State Warriors | 9  | 9  | 44,0 | 48,6 | 35,4 | 78,9 | 3,7 | 11,2 | 3,1 | 0,8 | 25,2 |
| 1991/92  | Golden State Warriors | 4  | 4  | 44,0 | 40,0 | 34,5 | 64,9 | 3,8 | 7,3  | 3,3 | 0,0 | 24,5 |
| 1995/96  | Miami Heat            | 3  | 3  | 36,7 | 46,5 | 36,4 | 71,4 | 1,7 | 5,7  | 1,0 | 0,0 | 17,7 |
| 1996/97  | Miami Heat            | 17 | 17 | 41,2 | 35,9 | 31,3 | 79,5 | 4,1 | 7,0  | 1,6 | 0,1 | 18,7 |
| 1997/98  | Miami Heat            | 5  | 5  | 44,4 | 44,7 | 43,6 | 78,4 | 3,4 | 6,6  | 1,2 | 0,0 | 26,0 |
| 1998/99  | Miami Heat            | 5  | 5  | 36,4 | 26,8 | 20,0 | 62,5 | 2,8 | 6,4  | 1,0 | 0,2 | 9,0  |
| 1999/00  | Miami Heat            | 7  | 7  | 26,0 | 29,4 | 20,6 | 70,0 | 2,1 | 4,7  | 0,7 | 0,0 | 7,7  |
| 2000/01  | Miami Heat            | 2  | 2  | 18,0 | 22,2 | 33,3 | 0,0  | 1,0 | 4,5  | 0,0 | 0,0 | 2,5  |
| 2002/03  | Indiana Pacers        | 4  | 0  | 11,8 | 33,3 | 30,0 | 0,0  | 0,5 | 2,3  | 0,3 | 0,0 | 3,3  |
| Carrière | Carrière              | 56 | 52 | 36,6 | 39,3 | 32,0 | 75,1 | 3,1 | 6,8  | 1,6 | 0,2 | 16,8 |